# Mistrzostwa Świata U-19 w Rugby Union Mężczyzn 1977
Mistrzostwa Świata U-19 w Rugby Union Mężczyzn 1977 – dziewiąte mistrzostwa świata U-19 w rugby union mężczyzn zorganizowane przez FIRA, które odbyły się w Hilversum w dniach od 5 do 10 kwietnia 1977 roku.

## Klasyfikacja końcowa
| Miejsce | Reprezentacja   |
| ------- | --------------- |
| 1       | Francja U-19    |
| 2       | Włochy U-19     |
| 3       | Portugalia U-19 |
| 4       | ZSRR U-19       |
| 5       | Hiszpania U-19  |
| 6       | RFN U-19        |
| 7       | Holandia U-19   |
| 8       | Holandia B      |